# Hockey World League 2014-15 (vrouwen)

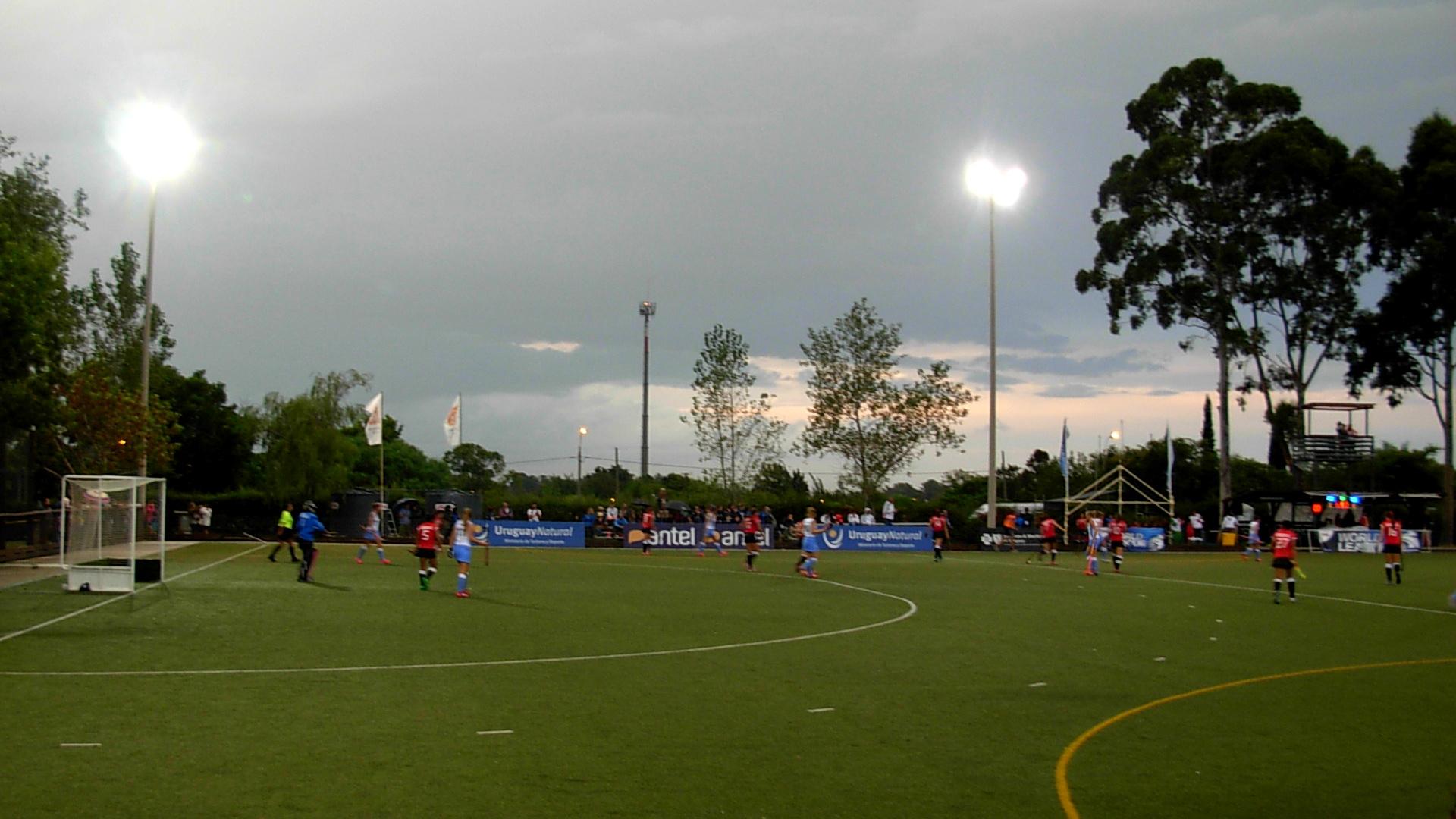
Uruguay-Mexico in de tweede ronde

De Hockey World League 2014-15 voor vrouwen was de tweede editie van de Hockey World League. De verschillende toernooien worden gehouden in de tweede helft van 2014 en in 2015. Tegelijkertijd met de World League voor vrouwen wordt ook het mannentoernooi georganiseerd. De finaleronde wordt in december 2015 in Argentinië gehouden. In de derde ronde, de halve finale, kunnen landen zich plaatsen voor de Olympische Spelen van 2016.

## Deelnemende landen
51 landen hebben zich ingeschreven voor deelname. De elf beste landen volgens de wereldranglijst op 1 april 2013 zijn direct geplaatst voor de derde ronde, de halve finale. De acht volgende landen zijn direct geplaatst voor de tweede ronde. Dit geldt ook voor Uruguay dat een toernooi in de tweede ronde organiseert. Alle andere landen spelen in de eerste ronde.

### Landen tot en met nummer 20 op de wereldranglijst
| Beginnen in de 3e ronde (Nr. 1 t/m 11) | Beginnen in de 2e ronde (Nr. 12 t/m 19)                                                     |
| --- | ------------------------------------------------------------------------------------------- |
| 1. Nederland 2. Argentinië 3. Nieuw-Zeeland 4. Groot-Brittannië 5. Duitsland 6. Australië 7. China 8. Zuid-Korea 9. Japan 10. Verenigde Staten 11. Zuid-Afrika | 1. India 2. België * 3. Ierland 4. Spanje * 5. Azerbeidzjan 6. Italië 7. Chili 8. Rusland** |

* België en Spanje stromen als organisator van een halve finaletoernooi direct in de derde ronde in.

** Rusland stond 20e op de wereldranglijst, maar omdat Engeland (4e) en Schotland (19e) dit keer als onderdeel van Groot-Brittannië uitkomen, nam het de vrijgekomen plaats in de tweede ronde over.

## Ronde 1
| Data                          | Locatie                  | Teams                                                                  | Aantal plaatsen in ronde 2 | Gekwalificeerd voor ronde 2               |
| ----------------------------- | ------------------------ | ---------------------------------------------------------------------- | -------------------------- | ----------------------------------------- |
| 21–27 juni 2014               | Singapore                | Hongkong Kazachstan Maleisië Myanmar Singapore Sri Lanka Thailand      | 4                          | Kazachstan Maleisië Singapore Thailand    |
| 26–29 juni 2014               | Litouwen, Šiauliai       | Litouwen Oekraïne Polen Wit-Rusland                                    | 3                          | Litouwen Oekraïne Wit-Rusland             |
| 5–7 september 2014            | Tsjechië, Hradec Králové | Frankrijk Oostenrijk Tsjechië Turkije                                  | 3                          | Frankrijk Oostenrijk Tsjechië             |
| 5–7 september 2014            | Kenia, Harare            | Ghana Kenia Tanzania                                                   | 1                          | Kenia                                     |
| 9–14 september 2014           | Mexico, Guadalajara      | Canada Guatemala Mexico Peru                                           | 2                          | Canada Mexico                             |
| 30 september - 5 oktober 2014 | Jamaica, Kingston        | Barbados Dominicaanse Republiek Jamaica Puerto Rico Trinidad en Tobago | 2                          | Trinidad en Tobago Dominicaanse Republiek |
| 6-13 december                 | Fiji, Suva               | Fiji Papoea-Nieuw-Guinea Samoa Vanuatu                                 | 1                          | Fiji                                      |

Nadat het aantal tickets per toernooi was vastgesteld, kwam er een extra ticket vrij omdat Spanje als organisator van een toernooi in de derde ronde werd aangewezen. Het FIH besloot dat dit ticket zou gaan naar het land dat het hoogste op de actuele wereldranglijst (26 september 2014) zou staan en dat direct onder het laatst gekwalificeerde land stond in het toernooi waarin het deelnam. Dit bleek Polen te zijn.

## Ronde 2
India en Ierland waren al gekwalificeerd voor ronde 2 op basis van hun positie op de wereldranglijst, voordat zij tot gastland werden verkozen. In eerste instantie zou Spanje een toernooi in deze tweede ronde organiseren. Dat land werd daarna echter aangewezen om een toernooi in de derde ronde te organiseren. Daarna werd Ierland, dat in eerste instantie in Uruguay zou spelen als organisator aangewezen.

Tsjechië trok zich terug. Deze plaats werd overgenomen door het niet-gekwalificeerde land dat in het betreffende kwalificatietoernooi als hoogste was geëindigd. Dit was Turkije. Ook Fiji trok zich terug. De FIH besloot om Ghana als vervanger aan te wijzen.
| Data                | Locatie             | Gekwalificeerde teams | Gekwalificeerde teams | Gekwalificeerde teams                                            | Aantal plaatsen in halve finale | Gekwalificeerd voor de halve finale |
| Data                | Locatie             | Gastland              | Via ranglijst         | Uit ronde 1                                                      | Aantal plaatsen in halve finale | Gekwalificeerd voor de halve finale |
| ------------------- | ------------------- | --------------------- | --------------------- | ---------------------------------------------------------------- | ------------------------------- | ----------------------------------- |
| 12-22 februari 2015 | Uruguay, Montevideo | Uruguay               | Azerbeidzjan Italië   | Dominicaanse Republiek Frankrijk Kenia Mexico Trinidad en Tobago | 2                               | Uruguay Italië Azerbeidzjan1        |
| 7–15 maart 2015     | India, Ranchi       | India                 | Rusland               | Ghana Kazachstan Maleisië Polen Singapore Thailand               | 2                               | India Polen                         |
| 14–22 maart 2015    | Ierland, Dublin     | Ierland               | Chili                 | Canada Litouwen Oekraïne Oostenrijk Turkije Wit-Rusland          | 2                               | Ierland Canada                      |

1: van de nummers drie ging het land door dat het hoogst stond genoteerd op de wereldranglijst.

## Halve finale
Twintig landen spelen in de halve finale (de derde ronde). Ze zijn in twee groepen verdeeld. Rechtstreeks geplaatst zijn de beste elf landen van de wereldranglijst. In deze halve finale kunnen landen zich kwalificeren voor de Olympische Spelen. Zeven landen gaan door naar de finaleronde. Azerbeidzjan kwam niet opdagen en werd vervangen door Frankrijk
| Data            | Locatie            | Gekwalificeerde teams | Gekwalificeerde teams                                                    | Gekwalificeerde teams        | Aantal plaatsen in finale | Gekwalificeerd voor finale                   |
| Data            | Locatie            | Gastland              | Via ranglijst                                                            | Uit ronde 2                  | Aantal plaatsen in finale | Gekwalificeerd voor finale                   |
| --------------- | ------------------ | --------------------- | ------------------------------------------------------------------------ | ---------------------------- | ------------------------- | -------------------------------------------- |
| 10-21 juni 2015 | Spanje, Valencia   | Spanje                | Argentinië China Duitsland Groot-Brittannië Verenigde Staten Zuid-Afrika | Canada Ierland Uruguay       | 3 of 4                    | Groot-Brittannië China Duitsland             |
| 17-28 juni 2015 | België, Brasschaat | België                | Australië Japan Nederland Nieuw-Zeeland Zuid-Korea                       | Frankrijk India Italië Polen | 3 of 4                    | Nederland Zuid-Korea Australië Nieuw-Zeeland |

## Finale
Aan de finale doen naast het gastland de zeven beste landen uit de halve finale mee.
| Data               | Locatie    | Gekwalificeerde teams | Gekwalificeerde teams                                                         |
| Data               | Locatie    | Gastland              | Vanuit de halve finales                                                       |
| ------------------ | ---------- | --------------------- | ----------------------------------------------------------------------------- |
| 5-13 december 2015 | Argentinië | Argentinië            | Australië China Duitsland Groot-Brittannië Nederland Nieuw-Zeeland Zuid-Korea |

Eindstand
1. Argentinië
2. Nieuw-Zeeland
3. Duitsland
4. China
5. Nederland
6. Australië
7. Groot-Brittannië
8. Zuid-Korea

## Algehele eindstand
De FIH heeft de volgende eindstand opgesteld, waarbij alleen de landen zijn opgenomen die vanaf de tweede ronde in actie kwamen.
1. Argentinië
2. Nieuw-Zeeland
3. Duitsland
4. China
5. Nederland
6. Australië
7. Groot-Brittannië
8. Zuid-Korea
9. Verenigde Staten
10. India
11. Spanje
12. Japan
13. België
14. Zuid-Afrika
15. Ierland
16. Italië
17. Canada
18. Polen
19. Uruguay
20. Frankrijk
21. Chili
22. Maleisië
23. Wit-Rusland
24. Thailand
25. Mexico
26. Rusland
27. Oostenrijk
28. Kazachstan
29. Trinidad en Tobago
30. Litouwen
31. Oekraïne
32. Dominicaanse Republiek
33. Ghana
34. Kenia
35. Singapore
36. Turkije
37. Azerbeidzjan

* Azerbeidzjan eindigde op de 26e plaats maar werd door de FIH op de 38e plaats gezet omdat het zich terugtrok voor de halve finale.
2012-13 (mannen/vrouwen) · 2014-15 (mannen/vrouwen) · 2016-17 (mannen/vrouwen)
Mannen:
ronde 1 ·
ronde 2 ·
halve finale ·
finale
Vrouwen:
ronde 1 ·
ronde 2 ·
halve finale ·
finale